# Dragiša Cvetković
Dragiša Cvetković (srbskou cyrilicí Драгиша Цветковић, 15. ledna 1893 Niš – 18. února 1969 Paříž) byl jugoslávským premiérem srbského původu v letech 1939 až 1941.

## Starosta a poslanec
Jako student, který poznal zahraniční školy (Lausanne), pracoval Cvetković později v nišském deníku Napredak. Později se stal zastupitelem města a nakonec jeho starostou. V kampani vystupoval jako radikál.
V meziválečném období přispěl k rozvoji Niše tak, aby se ze zaostalého místa stalo moderním jugoslávským městem. V kariéře pokračoval dále; byl zvolen do skupštiny v Bělehradě, zastával funkci ministra v různých vládách na rozličných rezortech - například zdravotnictví, sociální politiky, ale i vnitra. Diktatura z 6. ledna 1929 Cvetkovićovu kariéru do značné míry pozastavila, do veřejných funkcí se vrátil až v roce 1935.

## Premiérství

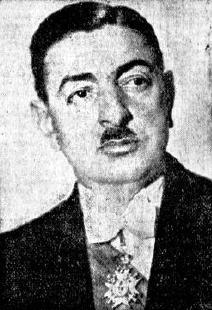
Dragiša Cvetković

Cvetković se stal premiérem v únoru 1939, jeho vláda vystřídala předchozí kabinet Milana Stojadinoviće (ve kterém zastával funkci ministra). Cvetkovićovo vládnutí bylo poznamenáno nelehkou domácí i zahraniční politickou situací. Nejvýznamnějším aktem, ke kterému Cvetković přispěl, bylo podepsání dohody s Chorvaty, tedy uzavření smlouvy známé pod názvem Maček–Cvetković, která zajistila chorvatskému národu autonomii v rámci Jugoslávie. Chorvatská otázka, jak se celému problému říkalo, byla vyřešena spojením několika bánovin v tzv. autonomní Chorvatskou bánovinu, která se nacházela v místech s většinou chorvatského obyvatelstva.
Cvetković spolu s tehdejší politickou reprezentací Jugoslávie také v roce 1941 podepsal dohodu, na základě které se země měla připojit k silám Osy (spojenci fašistů Jugoslávii během konce 30. let zcela obklopili a Malá Dohoda přestala v téže době fakticky existovat). Cvetković na prvním setkání s německými zástupci odmítl tento pakt podepsat, nakonec však dohoda podepsána byla.

## Druhá světová válka a politický konec
Podepsání spojenecké smlouvy s fašistickým Německem vyvolalo v Jugoslávii rychle vlnu nespokojenosti, která vedla k převratu. Ten znamenal sesazení Cvetkoviće a uvěznění ministrů jeho vlády. Nová reprezentace se přihlásila ke spojenectví se západními zeměmi, což znamenalo okamžitou německou invazi. Během války se Cvetković postavil na stranu fašistů, což z něj udělalo po konci války národního nepřítele komunistického režimu, vnímán byl takto i mezi veřejností. Souzen však nebyl. Cvetković dožil zbytek života v exilu v Paříži.